# Auberchicourt British Cemetery
Auberchicourt British Cemetery is een Britse militaire begraafplaats met gesneuvelden uit de Eerste Wereldoorlog, gelegen in de Franse gemeente Auberchicourt (Noorderdepartement). De begraafplaats werd ontworpen door Reginald Blomfield en ligt langs de weg naar Erchin op 1 km ten zuidwesten van het centrum (gemeentehuis) van de gemeente. Ze heeft nagenoeg een vierkante vorm en is omgeven door een bakstenen muur. Het Cross of Sacrifice staat centraal tegen de oostelijke muur op een klein verhoogd plateau. De begraafplaats wordt onderhouden door de Commonwealth War Graves Commission.
Er liggen 288 doden begraven waaronder 17 niet geïdentificeerde.

## Geschiedenis
Tijdens het geallieerde eindoffensief werd Auberchicourt in oktober door hen bezet. De begraafplaats werd toen gestart door de 6th, 23rd en de 1st Canadian Casualty Clearing Stations (CCS) die toen in de buurt opgericht waren en gebruikt tot februari 1919. Na de wapenstilstand werd de begraafplaats uitgebreid met graven die afkomstig waren uit de omliggende slagvelden en van enkele kleinere ontruimde begraafplaatsen zoals: Auberchicourt Churchyard en Lieu-St. Amand British Cemetery in Auberchicourt, Montigny British Cemetery in Montigny, Somain Communal Cemetery in Somain en Wallers Communal Cemetery Extension in Wallers.
Er worden 199 Britten (waaronder 17 niet geïdentificeerde), 86 Canadezen en 3 Chinezen (werkzaam bij het Chinese Labour Corps) herdacht. Voor 1 Brit en 1 Chinees werden Special Memorials opgericht omdat hun graven niet meer gelokaliseerd konden worden.

## Graven

### Onderscheiden militairen
- Hugh Cairns, sergeant bij de Canadian Infantry ontving het Victoria Cross (VC) voor zijn moedig en deskundig leiderschap bij een aanval in de buurt van Valenciennes op 1 november 1918. Hierbij kon hij met zijn ploeg enkele vijandelijke machinegeweren uitschakelen en tientallen Duitsers doden of gevangennemen. Bij deze actie werd hij zwaar gewond waardoor hij de dag erna overleed. Hij was 21 jaar. Hij werd ook nog onderscheiden met de Distinguished Conduct Medal (DCM).
- John George Piercey, luitenant-kolonel bij de Canadian Field Artillery werd onderscheiden met de Distinguished Service Order (DSO).
- de sergeanten M. Jackson van het York and Lancaster Regiment en J. C. McQuade van de West Yorkshire Regiment (Prince of Wales's Own) werden onderscheiden met de Distinguished Conduct Medal (DCM).
- de officieren Edward Thomas Mennie, Edwin Jesse Nicholls, John Percy Orr en Eric Russell Sinclair ontvingen het Military Cross (MC).
- er zijn nog 14 militairen die de Military Medal (MM) ontvingen waaronder sergeant Charles Benjamin Newman die deze onderscheiding tweemaal werd toegekend (MM and Bar)).

### Aliassen
- soldaat Irving S. Smith diende onder het alias S.S. Illinger bij de Canadian Infantry.
- soldaat Charles Edward Bateman diende onder het alias C. Bates bij de Canadian Infantry.